# Natività di Giovanni Battista (Tintoretto)
La Natività di Giovanni Battista (opera nota anche come Natività della Vergine) è un dipinto di Tintoretto, realizzato nel 1550, che si trova nel Museo dell'Ermitage a San Pietroburgo, in Russia. È un'opera giovanile dell'artista, che al tempo stava crescendo in peso e influenza a Venezia come pittore.
Nella Chiesa di San Zaccaria a Venezia, lo stesso Tintoretto realizza un'opera omonima.

## Descrizione e stile
L'autore descrive la scena della nascita di Giovanni Battista nella Bibbia come narrata da Luca nel suo Vangelo.
Zaccaria, padre di Giovanni e sacerdote, rimase incredulo di fronte all'annuncio della sua paternità ad opera di un angelo, vista l'età avanzata di entrambi i genitori. A causa della sua poca Fede, Zaccaria rimase muto fino alla nascita del Battista.
Si tratta di un motivo rappresentato anche da altri artisti come Artemisia Gentileschi in una sua opera omonima.
L’opera descrive il momento immediatamente seguente al parto Elisabetta, la quale si vede sdraiata in letto, con l’anziano Zaccaria al suo lato, mentre vari personaggi femminili curano il neonato Giovanni nutrito da una balia che gli dà il petto. I colori brillanti e gli elementi propri, riflessi nei vestiti ed articoli di lusso, sono propri della società veneziana, il cui rappresentante principale è il Tintoretto.